# Gino Conforti
Gino Conforti est un acteur américain, né le 30 janvier 1932 à Chicago (Illinois).

## Filmographie

### Au cinéma
- 1968 : Adorablement vôtre (How Sweet It Is!) de Jerry Paris : Agatzi
- 1969 : Viva Max! de Jerry Paris : Contreras
- 1971 : Mooch Goes to Hollywood (en) : Hairdresser
- 1972 : Les Poulets (Fuzz) de  Richard A. Colla : Painter
- 1972 : L'Homme de la Manche (Man of La Mancha) de Arthur Hiller : The Barber
- 1976 : Hawmps! : Hi Jolly
- 1990 : The Gumshoe Kid : Morton Meester
- 1990 : Instant Karma! : Director
- 1994 : Thumbelina : Jacquimo (voix)
- 2001 : Monstres et Cie (Monsters, Inc.) : voix

### À la télévision
- 1969 : That Girl (série) : Nino (1969-1971)
- 1971 : What's a Nice Girl Like You...? (téléfilm) : Selzer
- 1973 : Poor Devil (téléfilm) : Bligh
- 1973 : Columbo : Adorable mais dangereuse (Lovely but Lethal) (série) : Ferdy
- 1973 : The Man of Destiny (téléfilm) : Giuseppe Grandi
- 1974 : Thursday's Game (téléfilm) : Mike
- 1975 : Lucy Gets Lucky (téléfilm) : Antonio
- 1975 : A Lucille Ball Special Starring Lucille Ball and Jackie Gleason (téléfilm)
- 1977 : Stonestreet: Who Killed the Centerfold Model? (téléfilm) : Davis
- 1977 : It Happened One Christmas (téléfilm) : Sassini
- 1977 : Don't Push, I'll Charge When I'm Ready (téléfilm) : Tony Esposito
- 1980 : More Wild Wild West (téléfilm) : French Ambassador
- 1981 : Joe Dancer: The Big Trade (téléfilm)
- 1981 : Bungle Abbey (téléfilm)
- 1981 : Through the Magic Pyramid (téléfilm) : Hotep
- 1983 : Murder One, Dancer 0 (téléfilm) : Photo Man
- 1986 : Galaxy High School (série) : Ollie Oilslick / Reggie Unicycle (voix)
- 1986 : Le Cheval de feu (Wildfire) (série télé) : voix
- 1965 : Des jours et des vies ("Days of Our Lives") (série) : S.S. Mangino (1992)
- 1999 : Un père trop célèbre (Michael Landon, the Father I Knew) (téléfilm) : Antonio